# Brigitte Krause
Brigitte Krause (née le 9 mars 1929 à Berlin, morte le 29 avril 2007 dans la même ville) est une actrice allemande.

## Biographie
Alors qu'elle suit une formation d'actrice entre 1948 et 1950 dans l'école de la DEFA, elle fait ses débuts en 1949 dans Les Quadrilles multicolores de Kurt Maetzig. En contrat avec la société de production, elle fait ensuite dans Rotation et Le Conseil des dieux. Outre cet engagement, Krause est speakerine pour la Deutscher Fernsehfunk, et joue au théâtre, au Theater & Philharmonie Thüringen (de) et à Halle, plus tard au Theater an der Parkaue, au Hans Otto Theater (de) et au Volksbühne Berlin. De 1966 à 1988, elle appartient au Distel.
À partir de 1952, elle travaille pour la télévision et joue ainsi dans les séries Rentner haben niemals Zeit, Polizeiruf 110 et Ferienheim Bergkristall (de).
Brigitte Krause est l'épouse de l'acteur Gerd Biewer (de) jusqu'à sa mort en 1981. Leur fille Maxi Biewer est devenue actrice.

## Filmographie sélective
- 1949: Les Quadrilles multicolores
- 1949: Rotation
- 1950: Le Conseil des dieux
- 1951: Zugverkehr unregelmäßig (de)
- 1952: Romance d'un jeune couple
- 1955: Einmal ist keinmal
- 1958: Chercheurs de soleil
- 1958: Der Prozeß wird vertagt (de)
- 1959: Musterknaben (de)
- 1959: Reifender Sommer (de)
- 1960: Alwin der Letzte (de)
- 1960: Leute mit Flügeln (de)
- 1962: Das verhexte Fischerdorf (de)
- 1963: Die Glatzkopfbande (de)
- 1966: Ohne Kampf kein Sieg
- 1966: Le Fils de la Grande Ourse (Die Söhne der großen Bärin)
- 1969: Verdacht auf einen Toten
- 1971: Dornröschen (de)
- 1976: Nelken in Aspik

Télévision
- 1974: Der Leutnant vom Schwanenkietz (de)
- 1979: Des Drachens grauer Atem (de)
- 1984: Die Geschichte vom goldenen Taler (de)

Séries télévisées
- 1965: Der Staatsanwalt hat das Wort (de) : Seriöser Erfinder sucht Teilhaber
- 1968: Der Staatsanwalt hat das Wort : Strafsache Anker
- 1971: Polizeiruf 110 : Der Fall Lisa Murnau
- 1971: Der Staatsanwalt hat das Wort: Handelsrisiko
- 1972: Gefährliche Reise
- 1973: Der Staatsanwalt hat das Wort : … und wenn ich nein sage?
- 1983: Ferienheim Bergkristall (de) : Silvester fällt aus
- 1984: Ferienheim Bergkristall : Mach mal’n bißchen Dampf
- 1984: Polizeiruf 110 : Schwere Jahre (2. Teil)
- 1985: Ferienheim Bergkristall : Ein Fall für Alois
- 1987: Polizeiruf 110 : Die alte Frau im Lehnstuhl

## Source de la traduction
- (de) Cet article est partiellement ou en totalité issu de l’article de Wikipédia en allemand intitulé « Brigitte Krause (Schauspielerin) » (voir la liste des auteurs).